# Сент Уан
Сент Уан (фр. Saint-Ouen) је град у Француској. Налази се у предграђу Париза, на самом његовом ободу, и припада департману Сена-Сен Дени.